# 야마다카미구치역
야마다카미구치역(일본어: 山田上口駅 やまだかみぐちえき[*])은 일본 미에현 이세시에 위치한 도카이 여객철도 산구선의 철도역이다. 상대식 승강장 2면 2선의 구조를 갖춘 지상역이다.

## 타는 곳
| 1 | ■ 산구선 | 상행 | 마쓰사카 · 나고야 방면 |
| 2 | ■ 산구선 | 하행 | 이세시 · 도바 방면     |

## 이용 현황
| 연도     | 이용 인원 | 연도     | 이용 인원 |
| 1998년도 | 106       | 2006년도 | 103       |
| 1999년도 | 94        | 2007년도 | 93        |
| 2000년도 | 93        | 2008년도 | 90        |
| 2001년도 | 84        | 2009년도 | 86        |
| 2002년도 | 83        | 2010년도 | 97        |
| 2003년도 | 82        | 2011년도 | 96        |
| 2004년도 | 78        | 2012년도 | 93        |
| 2005년도 | 89        | 2013년도 | 114       |
| -------- | --------- | -------- | --------- |

## 역 주변
- 긴키 닛폰 철도 야마다 선 미야마치 역

## 인접 역
| 도카이 여객철도 산구선 | 도카이 여객철도 산구선 | 도카이 여객철도 산구선 |
| ---------------------- | ---------------------- | ---------------------- |
| 미야가와 다키 방면     | ■ 산구선               | 이세시 도바 방면       |